# Vörå
Vörå (fiń. Vöyri) – gmina w Finlandii, położona w zachodniej części kraju, należąca do regionu Ostrobotnia. Jej powierzchnia wynosi 781,4 km². Gmina jest głównie szwedzkojęzyczna – języka szwedzkiego używa 82,5% mieszkańców.
Powstała w 2011 roku z połączenia gmin Vörå-Maxmo (fiń. Vöyri-Maksamaa) oraz Oravais (fiń. Oravainen).